# Музика Ірландії
Му́зика Ірла́ндії — узагальнююче поняття, яке застосовується до музики різних жанрів, яка була створена на острові Ірландія.
Музику корінного населення острова називають ірландською традиційною музикою. Вона зберегла свою яскравість у 20 і 21 столітті, не зважаючи на глобалізацію культури. Навіть за еміграції та розвинутих відносини між США та Великою Британією, ірландська музика зберігає багато своїх традиційних аспектів та сама вагомо вплинула на багато стилів музики, наприклад кантрі у США, який в свою чергу, мав вплив на сучасну рок музику. Іноді музика змішувалась із рок-н-роллом, панк-роком та іншими жанрами. Дехто з виконавців, які так змішували стилі та виконували ф'южн, досягли загальної популярності як на батьківщині, так і за кордоном.
В останні 25 років ірландська музика різних жанрів завоювала міжнародну славу. Найуспішнішими досі є рок, популярний і традиційний ф'южн, а виконавцями U2, Enya, Westlife, Boyzone, Thin Lizzy, Рорі Галлагер, Боб Гелдоф, Clannad, Frank Patterson, The Corrs, The Chieftains, The Irish Tenors, Van Morrison, The Saw Doctors, Snow Patrol, The Cranberries, The Undertones, Ash, The Script, Шинейд О'Коннор, Дем'єн Райс, Glen Hansard, Miracle of Sound, відомі в Ірландії та інших країнах.

## Історія
За Високого і Пізнього Середньовіччя, у Ірландських анналах список місцевих музикантів виглядав так:
- 921. Cú Congalta, священик Lann-Leire, Tethra (співак чи оратор) за голос, особисту форму і знання, помер.
- 1011. Connmhach Ua Tomhrair, священик і головний вокаліст Cluain-mic-Nois, помер.
- 1168. Amhlaeibh Mac Innaighneorach[en], головний ollamh (професор) Ірландії з гри на арфі, помер.
- 1226: Aed mac Donn Ó Sochlachain[en], еренаг[en] Конгу[en], людина, відома своїм співом, вмінням налаштовувати арфи і створенням інструмента, якого ще ніхто не робив. Також майстер у мистецтвах як поезія, гравіювання і письмо, а також у ремеслах. Помер цього року.
- 1269: Aed Ó Finn[en], Майстерний музикант і міністрель, помер.
- 1329: Maol Ruanaidh Cam Ó Cearbhaill[en], тіомпаніст[en], вбитий під час Різні Браганстауні у Графстві Лаут.
- 1330: Mael Sechlainn Mac Carmaic[en], митець, артист, помер.
- 1343: Donnchad Clereach Ó Maol Braonáin[en], a хоровий канонічний священик у Елфіні[en], був убитий стрілою.
- 1357: Donn Shléibhe Mac Cerbaill[en], видатний музикант … помер.
- 1360: Gilla na Naem Ó Conmaigh[en], професор[en] музики Томонда … помер.
- 1361. Magraith Ó Fionnachta[en], Головний музикант і тіомпаніст(цимбаліст)[en] у Síol Muireadaigh[en], помер.
- 1364: Bran Ó Brain, майстерний тимпаніст (цимбаліст) … помер.
- 1369: John Mac Egan, і Gilbert Ó Bardan, двоє молодих видатних арфістів з Конмейгна[en], померли.
- 1469: Ruaidrí mac Donnchad Ó Dálaigh[d], наймелодичніший арфіст у всій Ірландії.
- 1490: Diarmait MacCairbre, арфіст, був страчений.
- 1553: Tadhg, син Ruaidhri Ó Comhdhain, професор[en] Ірландії та Альби з музики, помер.
- 1561: Naisse mac Cithruadh[en], втопився у Лох Гіллі[en].
- 1589. Daighre Ó Duibhgeannáin[en], мав багато друзів, музикант, помер.

Деякі Ірландські музиканти були відомі за межами батьківщини. Cú Chuimne (помер 747) прожив більшу частину дорослого життя у Гельській Шотландії, є автором щонайменше одного гімну. Фоіллан, який жив у сьомому столітті, подорожував Британією і Францією; близько 653 р. на прохання Святої Гертруди Брабант, співав псалми її монахиням у Нівелі. Туотіло (бл..850–бл.. 915), який жив у Італії і Німеччині, був відмічений як музикант і як композитор.
Геліас з Кельну(помер 1040), був першим, хто представив Римський спів у Кельні. Його сучасник, Аарон Скотт(помер 18 листопада 1052) був відомим композитором Грегоріанського хоралу у Німеччині.
Donell Dubh Ó Cathail (бл. 1560s-бл.1660), не лише був музикантом віконта Буттевану, але й, разом з його дядьком Donell Óge Ó Cathail, арфистом Єлизавети I.
Ірландські музиканти були відомі в Європі ще з XII століття.
Найзнаменитішим ірландським музикантом Нового часу був сліпий арфіст Трейлех О'Карулань (1670—1738), який склав близько 200 композицій, в основному, для своїх покровителів. Багато його творів були опубліковані в Дубліні 1720 року. Його музику для арфи досі виконують у всьому світі. Приблизно в цей же час був заснований щорічний народний фестиваль під назвою Фейш, присвячений збереженню та підтримці мистецтва гри на флейті.

## Ірландська народна музика
Ірландська народна музика дуже різноманітна: від колискових до застільних пісень, від повільних інструментальних мелодій до швидких запальних танців, і в них величезну роль займає використання варіацій і нюансів ритму та мелодії. Традиційна ірландська танцювальна музика представлена рілами (музичний розмір 4/4), джигами (найпоширеніший розмір 6/8) і хорнпайпи. З початку XIX століття в Ірландії популярна полька, привнесена вчителями танців і солдатами, повернулися з Європи. Сет-танці імовірно існують з XVIII століття. Пізніше як варіант шотландського страспею в Ірландії з'явилася мазурка.
У XX столітті почалось відродження ірландської традиції; стали популярні акордеон і концертина, стали проводитися змагання з ірландського степу і кейлі. Став популярним шан-нос (ірл. sean-nós, «старий стиль»), стиль виконання пісень і танців на старий манер.
Завдяки широкій еміграції ірландців у США, ірландська музика стала широко відома в Америці, і звідти — по всьому світу; музиканти, які побували на гастролях, вносили проамериканські зміни в свій стиль виконання.

## Класична музика
Класичні форми музики не були широко відомі в Ірландії до XVIII століття. Піаніст Джон Філд, вчитель російського композитора Михайла Глінки, був першим ірландським композитором, який добився міжнародної слави зі своїми ноктюрном; він вважається попередником Шопена. Майкл Вільям Балф здобув популярність завдяки своїй опері «Богемна Дівчина». Серед найвідоміших ірландських солістів був концертний і оперний тенор Джон Маккормак.

## Популярна музика
У XX столітті в Ірландії широко розвинулась рок-музика. Найвідомішими рок-гуртами Ірландії стали «My Bloody Valentine», «U2», «Thin Lizzy» і «The Cranberries».
Також відродився інтерес до народної музики і танцю. З'явилась велика кількість фолк-музичних колективів: «Cruachan», «Clannad», «The Chieftains», «The Dubliners», «Planxty». Великий успіх мають танцювальні представлення «Lord of the Dance», «Feet of Flames» і «Celtic Tiger» Майкла Флетлі, «Riverdance» і «Dancing on Dangerous Ground» Коліна Данна та Джин Батлер, засновані на традиційному ірландському танці. Звичаям і культурі приділяють увагу і ірландські представники популярної та альтернативної музики: «The Corrs», Шинейд О'Коннор, Енія, її сестра Моя Бреннан, Ронан Кітінг, Тара Блейз, Брендан Перрі.
З 1965 року країна бере участь у пісенному конкурсі Євробачення та виграла його сім разів, у тому числі тричі поспіль.